# Ludwig Kögl
Ludwig Kögl (født 7. marts 1966 i Penzberg, Vesttyskland) er en tidligere tysk fodboldspiller, der spillede som midtbanespiller. Han var på klubplan tilknyttet 1860 München, Bayern München, VfB Stuttgart, FC Luzern og Unterhaching, med længst tid (6 sæsoner) hos Bayern München. Her var han med til at vinde hele seks tyske mesterskaber.
Kögl spillede desuden to kampe for det vesttyske landshold, som begge faldt i 1985.

## Titler
Bundesligaen
- 1985, 1986, 1987, 1989, 1990 og 1992 med Bayern München

DFB-Pokal
- 1986 med Bayern München